# Unditarul abisal
Undițarul abisal este o varietate a undițarului comun care trăiește la adâncimi de trei mii de metri,este luminos și aproape la fel de lat pe cât este de lung.În plus este un peste foarte urât,la fel ca toți peștii care trăiesc în adâncurile mărilor.
Își caută hrana deplasându-se pe fundul oceanului cu ajutorul înotătoarelor pectorale,pe care le folosește ca pe niște labe.